# Special Olympics Luxemburg
Special Olympics Luxemburg (englisch: Special Olympics Luxembourg) ist der luxemburgische Verband von Special Olympics International, der weltweit größten Sportbewegung für Menschen mit geistiger Beeinträchtigung und Mehrfachbeeinträchtigung. Ziel ist die sportliche Förderung dieser Personengruppe und die Sensibilisierung der Gesellschaft für sie. Außerdem betreut der Verband die luxemburgischen Athletinnen und Athleten bei den Special Olympics Wettbewerben.

## Geschichte
Special Olympics Luxemburg wurde 1990 mit Sitz in Strassen gegründet.

## Aktivitäten
2019 waren 560 Athletinnen, Athleten und Unified Partner sowie 77 Trainer bei Special Olympics Luxemburg registriert. Der Verband nahm 2023 an den Programmen Athlete Leadership, Young Athletes, Motor Activities Training Program (MATP), Unified Schools und Unified Sports teil, die von Special Olympics International ins Leben gerufen worden waren.

### Sportarten
Folgende Sportarten wurden 2023 vom Verband angeboten:
- Basketball (Special Olympics)
- Boccia (Special Olympics)
- Fußball (Special Olympics)
- Kraftdreikampf (Special Olympics)
- Langstreckenlauf
- Leichtathletik (Special Olympics)
- Schneeschuhlaufen (Special Olympics)
- Ski Alpin (Special Olympics)
- Skilanglauf (Special Olympics)
- Schwimmen (Special Olympics)
- Stockschießen
- Tennis (Special Olympics)
- Tischtennis (Special Olympics)
- Walking

### Teilnahme an Weltspielen vor 2020 (Auswahl)
(Quellen: )
- 2007 Special Olympics World Summer Games, Shanghai, China (22 Athletinnen und Athleten)
- 2011 Special Olympics World Summer Games, Athen (31 Athletinnen und Athleten)
- 2013 Special Olympics World Winter Games, PyeongChang, Südkorea (12 Athletinnen und Athleten)
- 2015 Special Olympics World Summer Games, Los Angeles, USA (28 Athletinnen und Athleten)
- 2017 Special Olympics World Winter Games, Graz-Schladming-Ramsau, Österreich (24 Athletinnen und Athleten)
- 2019 Special Olympics, World Summer Games, Abu Dhabi (37 Athletinnen und Athleten)

### Teilnahme an den Special Olympics World Summer Games 2023 in Berlin
Special Olympics Luxemburg nahm an den Special Olympics World Summer Games 2023 teil. Die Delegation wurde vor den Spielen im Rahmen des Host Town Program von Kalletal und Lemgo (beide Nordrhein-Westfalen) betreut. Sie bestand aus 42 Personen. Das Team gewann bei diesen Weltspielen fünf Gold-, fünf Silber- und sieben Bronzemedaillen.

### Teilnahme an Weltspielen nach 2023
- 2025 Special Olympics World Winter Games, Turin, Italien (11 Athletinnen und Athleten)[5]